# Libor Dvořák
Libor Dvořák (* 6. června 1948 Cheb) je český novinář, komentátor Českého rozhlasu Plus a překladatel z ruštiny, který se dlouhodobě zaměřuje na oblast Ruska a postsovětského regionu.

## Osobní život
V letech 1959 až 1963 pobýval v Sovětském svazu, kde otec Richard Dvořák působil jako velvyslanec. V roce 1967 ukončil mladoboleslavskou Střední zemědělskou technickou školu mechanizační, po které pokračoval studiem filosofie a ruštiny na Filozofické fakultě Univerzity Karlovy v Praze, kde promoval roku 1974.
Až do sametové revoluce byl zaměstnán v časopise Sovětská literatura, v období 1990–1991 se stal jeho šéfredaktorem a ředitelem Lidového nakladatelství Praha. Poté postupně pracoval na pozici redaktora ve Východoevropské informační agentuře, České televizi (1992–1993 a opět 1996–2005), Rádiu Alfa (1993–1995) a České informační agentuře (1995–1996).
Na přelomu milénia se účastnil stávky v České televizi, po níž napsal knihu Česká televize, věc veřejná aneb Deník teroristy. Je také autorem knih Nové Rusko a trilogie Ej, čuvak! Ruský slang aneb Český hambář jazyka ruského, Šutkopis a Lenin je v Ječný.
Od roku 2005 je členem redakce Český rozhlas Plus, respektive dříve Českého rozhlasu 6, kde se podílel na vzniku pořadů Den podle..., Názory a argumenty, Studio Stop, Rozmluvy, Politická literatura na českých pultech a Zaostřeno na vědu. Pracuje také v redakční radě časopisu Plav.
Je překladatelem z ruštiny. Mezi autory, jejichž díla překládá, patří např. bratři Strugačtí, Michail Bulgakov, Anton Pavlovič Čechov nebo Vladimir Sorokin.
Od roku 1967 je ženatý s Ludmilou Dvořákovou, mají dvě děti. Bratr Milan Dvořák je překladatel a tlumočník z ruštiny a angličtiny.

## Publikační činnost (výběr)

### Vlastní tvorba
- Ej, čuvak!. [s.l.]: Horizont, 1995. 184 s.
- Šutkopis. [s.l.]: Horizont, 1996. 172 s.
- Lenin je v Ječný. [s.l.]: Horizont, 1997. 100 s.
- Nové Rusko. [s.l.]: Jota, 2000. 152 s.
- Česká televize – věc veřejná aneb Zápisky teroristovy. [s.l.]: Jota, 2001. 131 s.

### České překlady z ruštiny
- Čechov, Anton Pavlovič. Člověk ve futrálu. 1. vyd. Praha : Odeon, 2014. 235 S.
- Dostojevskij, Fjodor Michajlovič. Bratři Karamazovi. 1. vyd. Praha: Odeon, 2013. 981 S.
- Grin, Elda. Bílí ptáci: povídky. 1. vyd. Praha: Armenia Club, 2006. 142 S.
- Lebeděv, Sergej. Děti srpna. 1. vyd. Nakladatel Příbram: Pistorius & Olšanská, 2016. 278 S.
- Lukjaněnko, Sergej. Denní hlídka. 2. vyd. Nakladatel Praha: Triton : Argo, 2016. 396 S.
- Medveděv, Sergej. Návrat ruského leviathana. Pistorius & Olšanská, 2019, ISBN 978-80-7579-048-4
- Romov, Anatolij Sergejevič. Celní prohlídka. 1. vyd. Praha: Lidové nakladatelství, 1985. 229 S.
- Zubov, Andrej Borisovič et al. Dějiny Ruska 20. století. I. a II. díl. Překlad: Libor Dvořák (spolupřekladatel)
- Zygar, Michail. Všichni muži Kremlu - stručná historie současného Ruska. Pistorius & Olšanská, 2016, ISBN 978-80-87855-64-5
- Zygar, Michail. Říše musí zemřít. Pistorius & Olšanská, 2020, ISBN 978-80-7579-078-1
- Žerebcová, Polina. Deníky Poliny Žerebcovové : děvčátko uprostřed čečenské války. 1. vyd. V Brně: BizBooks, 2016. 463 S.

## Ocenění
Za překlad díla Proklaté dny od Ivana Alexejeviče Bunina získal tvůrčí prémii v rámci Ceny Josefa Jungmanna pro rok 2006. Roku 2012 obdržel spolu s bratrem Milanem Cenu Rudolfa Medka, udělovanou lidem, kteří se zabývají česko-ruskými vztahy.